# Circolo del Golf dell’Ugolino
Der Circolo del Golf dell’Ugolino ist der älteste Golfplatz der Toskana und Sitz des ältesten Golfclubs Italiens. Er liegt nahe dem Ort L’Ugolino knapp 10 km südlich von Florenz im Gemeindegebiet von Impruneta und Bagno a Ripoli.

## Geschichte
Obwohl der Herzog von Albany bereits im 17. Jahrhundert das Golfspiel in Italien einführte, kam es erst 1889 zur Gründung des ersten Golfclubs. Es handelte sich dabei um eine Initiative der britischen Kolonie in Florenz, was sich auch im damaligen Namen Florence Golf Club ausdrückte. Erhalten gebliebene Dokumente aus dieser Zeit (Satzung, Turnierausschreibungen), die ebenfalls in Englisch verfasst sind, sprechen für eine Enklave britischer Kultur ohne nennenswerte italienische Beteiligung. Der italienische Golfverband FIG lässt denn auch die offizielle Geschichte des italienischen Golf erst 1903 mit der Gründung des Circolo del Golf di Roma Acquasanta beginnen, der aber ebenfalls als britisches Projekt startete.
Der erste Golfplatz von Florenz befand sich im Parco delle Cascine, der im 19. Jahrhundert bereits als öffentlicher Park diente und neben einer Pferderennbahn auch andere Sportstätten beherbergte. Im Jahr 1905 fand dort das erste nationale Golfturnier statt. Nach dem Ersten Weltkrieg zog man um auf ein Gelände nordwestlich von Florenz nahe dem heutigen Flughafen in Sesto Fiorentino.
Schließlich kam es 1933 zum Bau des heutigen Golfplatzes in Ugolino, einem Ortsteil des südlich von Florenz gelegenen Impruneta. Der Platz liegt direkt an der Via Chiantigiana, der Hauptverbindungsstraße zwischen Florenz und Siena, die durch die Weinberge des Chianti führt. Die britischen Golfchampions Cecil Blandford und Peter Gannon, die damals zu den besten Amateuren Europas zählten und bereits u. a. die Plätze von Monza und Villa d’Este entworfen hatten, erhielten den Auftrag. Sie konzipierten einen Par 69 Kurs, der in den 1960er Jahren von Piero Mancinelli auf Par 72 erweitert wurde.
Zum vorläufigen Höhepunkt in der Turniergeschichte Ugolinos kam es 1983, als dort die Open d’Italia stattfanden. Dieses bedeutendste Profiturnier Italiens wird seit 1925 ausgetragen und gehört seit 1972 zur PGA European Tour. Es gewann Bernhard Langer im Stechen vor Severiano Ballesteros und Ken Brown.

## Golferische Aspekte

### Charakter
Der Platz ist in die Hügel des Chianti eingebettet und somit alleine aus topologischen Gründen schon ziemlich kurz und eng. Dies gilt im Besonderen für die ersten 12 Löcher und Loch 18, die östlich der Via Chiantigiana liegen. Schon am ersten Loch, einem kurzen Par 4, wird die Verteidigungsstrategie der Architekten deutlich: das Fairway fällt so stark nach links ab, dass nur ein Abschlag am äußersten rechten Rand auf der Spielbahn bleibt. Dort jedoch drohen die hohen Zypressen, die die Einfahrtsstraße zum Club säumen. Insoweit steht der Spieler an vielen Löchern vor der Wahl zwischen einem riskanten Schlag auf der direkten Spiellinie oder einer sicheren Route, die jedoch auf Umwegen zum Ziel führt.
Die Grünkomplexe Ugolinos sind durchweg sehr klein, onduliert und schnell. Nur äußerst präzise und hohe Schläge können zum Halten gebracht werden, dazu müssen die permanenten Hanglagen und relativ harten Fairways berücksichtigt werden, die dem Ball leicht eine unerwünschte Richtung geben können. Abseits der Spielbahnen kommt es durch die gut eingewachsene, mediterrane Vegetation oft zum Ballverlust, mindestens jedoch zu erheblichen Schwierigkeiten bei der Fortsetzung des Spiels. Gelegentlich versperrt eine Zypresse, Pinie, Eiche oder ein Olivenbaum auch die direkte Spiellinie, so etwa vor Grün 7, wo ein abprallender Ball mit einiger Sicherheit in die umliegenden Bunker geleitet wird.
Nach Loch 12 unterquert man die Via Chiantigiana und spielt bis Loch 17 westlich der Straße, wo sich das Gelände etwas flacher und offener präsentiert. Dennoch werden auch diese Bahnen dem grundsätzlichen Charakter des Platzes gerecht, es kommen nochmal einige Längen und gut verteidigte Grüns ins Spiel. Insgesamt ist die Runde mit Slope 131 sicher nicht zu schwierig bewertet, der Platzrekord liegt bei 63 Schlägen für Profis und 64 für Amateure.

### Besondere Landmarken
Der Circolo del Golf dell’Ugolino gilt als einer der schönsten Golfplätze Italiens, da er quasi archetypisch für die klassische Vorstellung vom Landschaftsbild der Toskana steht. Einerseits öffnen sich immer wieder weite Ausblicke in die Ausläufer des Chianti, andererseits vermitteln eher kleinteilige Ansichten den Eindruck eines typischen Florentiner Parks, wie ihn etwa die Medici in der Renaissance angelegt haben könnten.
Erwähnenswert ist auch das Clubhaus, das unter Denkmalschutz steht und von Gerardo Bosio im Stil des Razionalismo erbaut wurde.

## Bilder

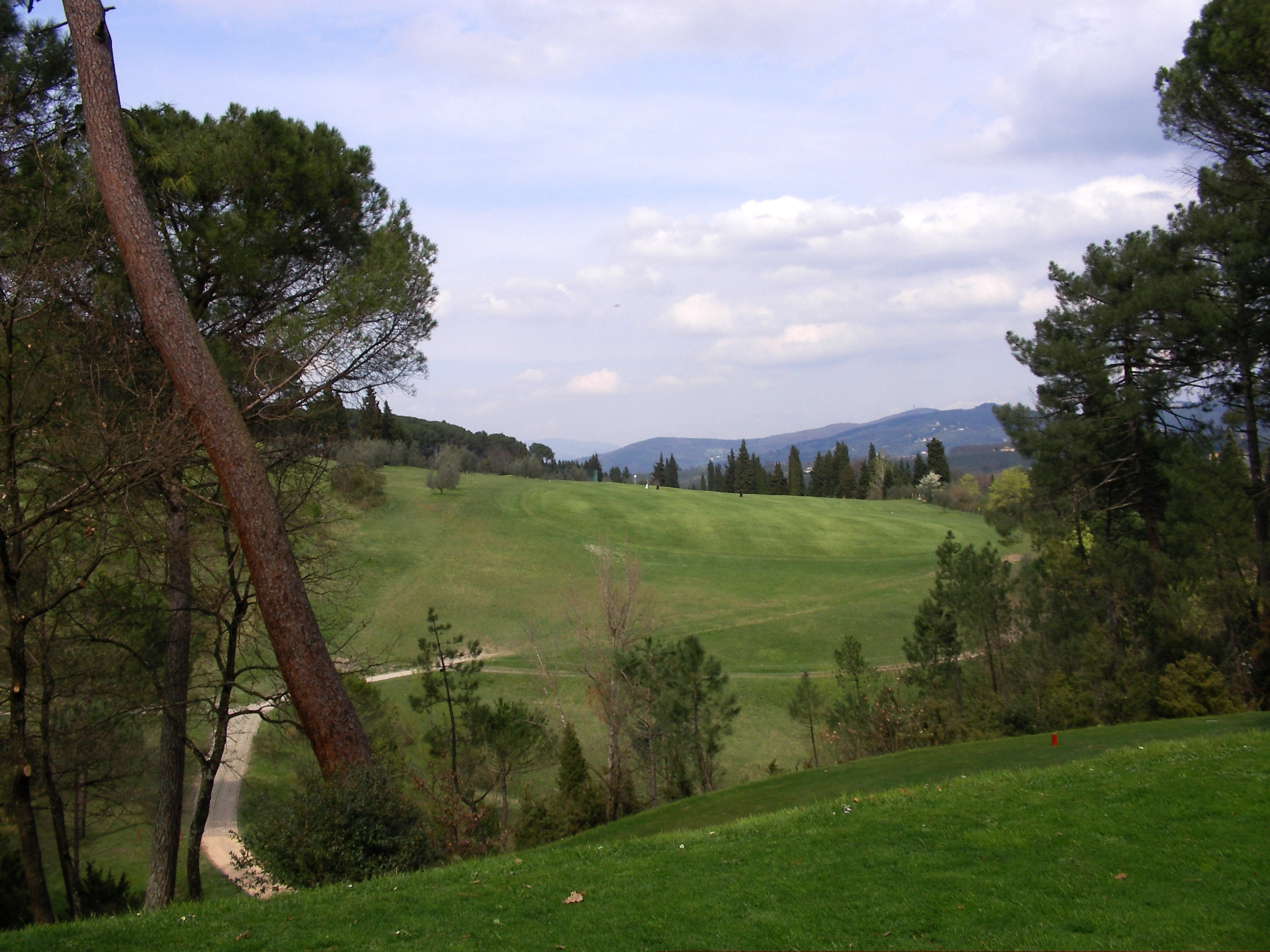
Typisch für Ugolino sind die vielen Schräglagen, hier der Blick von Abschlag 5. Das Fairway muss am linken Rand angespielt werden.
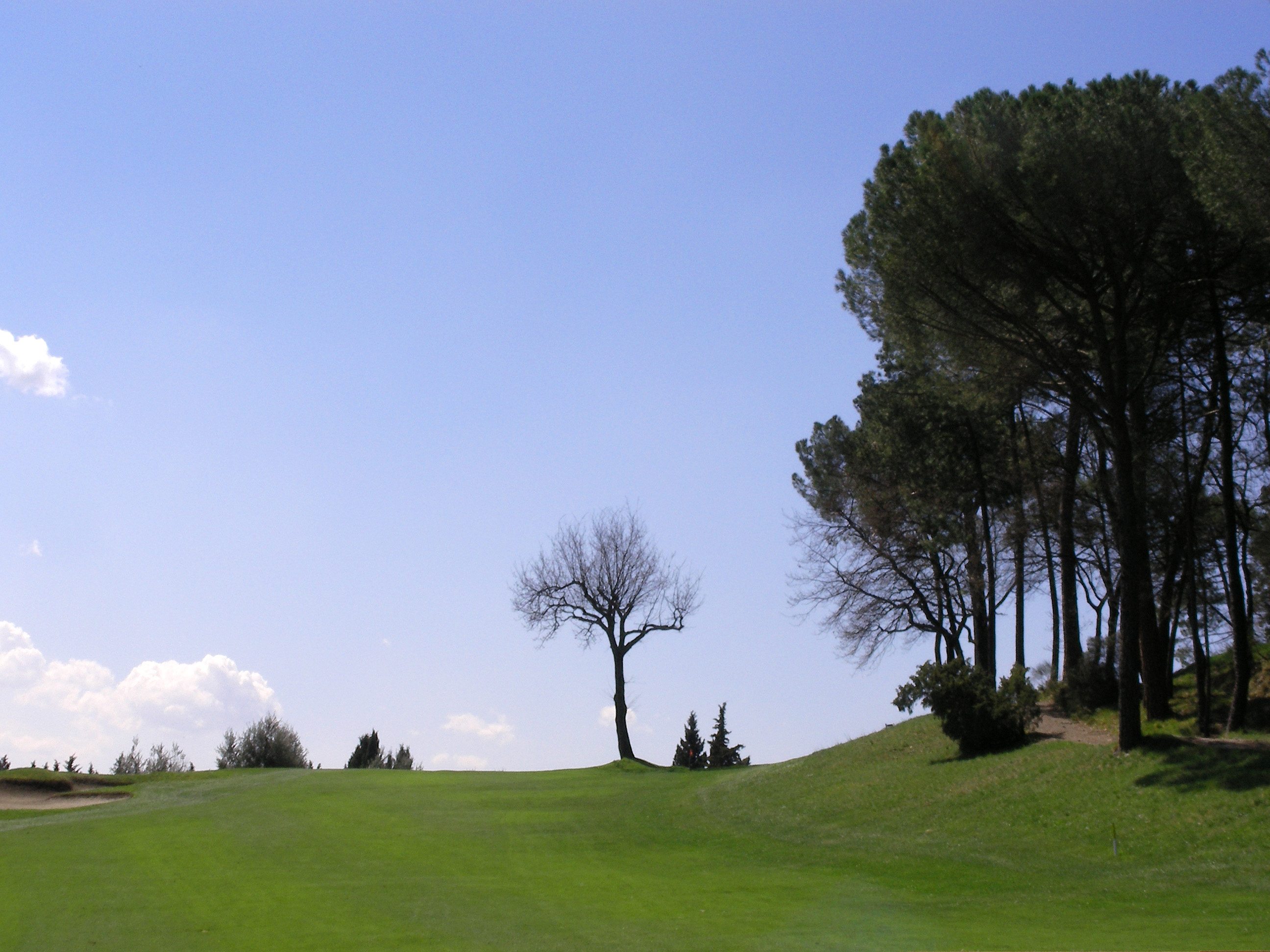
Eine Eiche erschwert das direkte Anspiel von Grün 7.
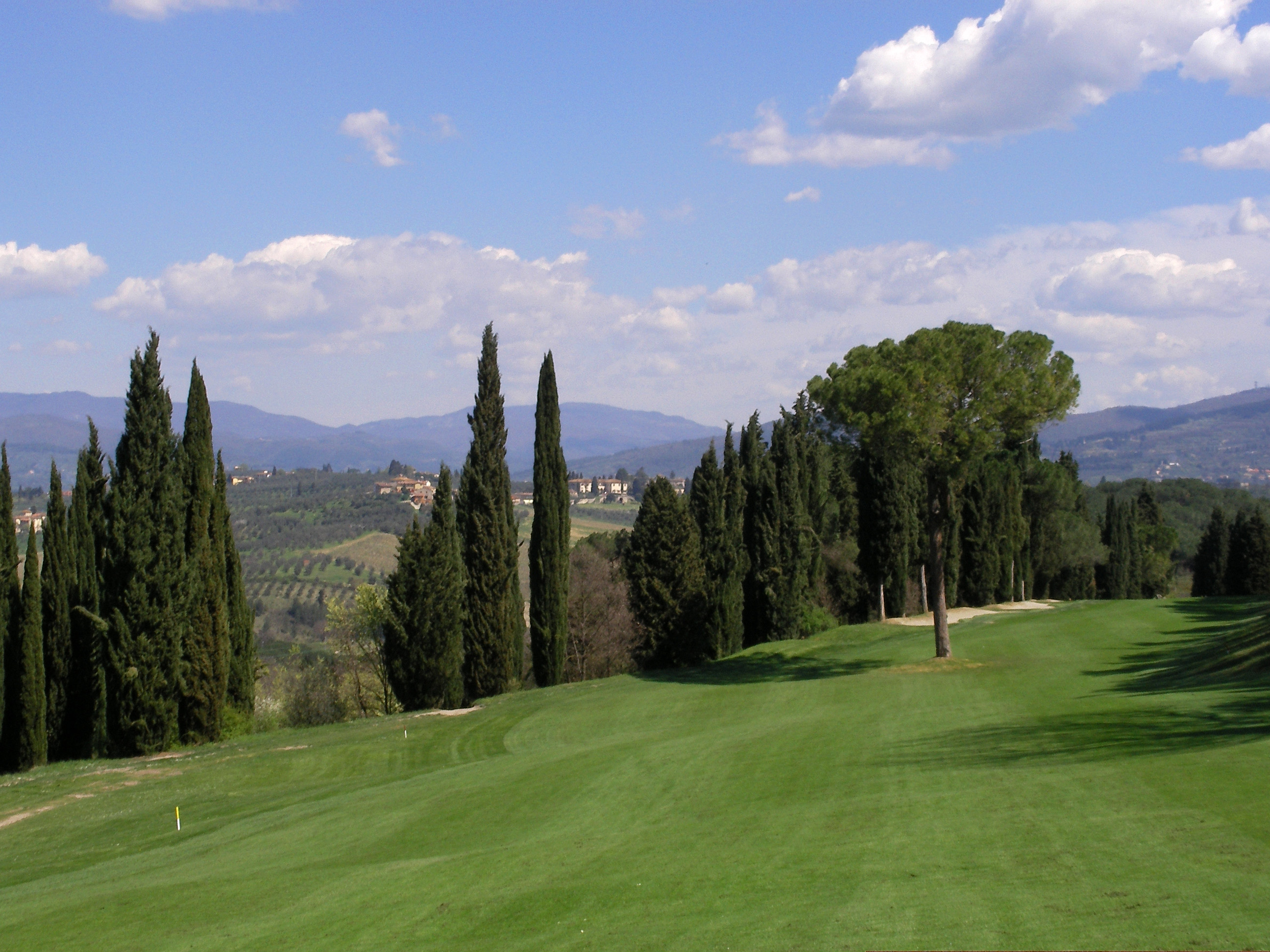
Blick ins Chianti an Loch 9.
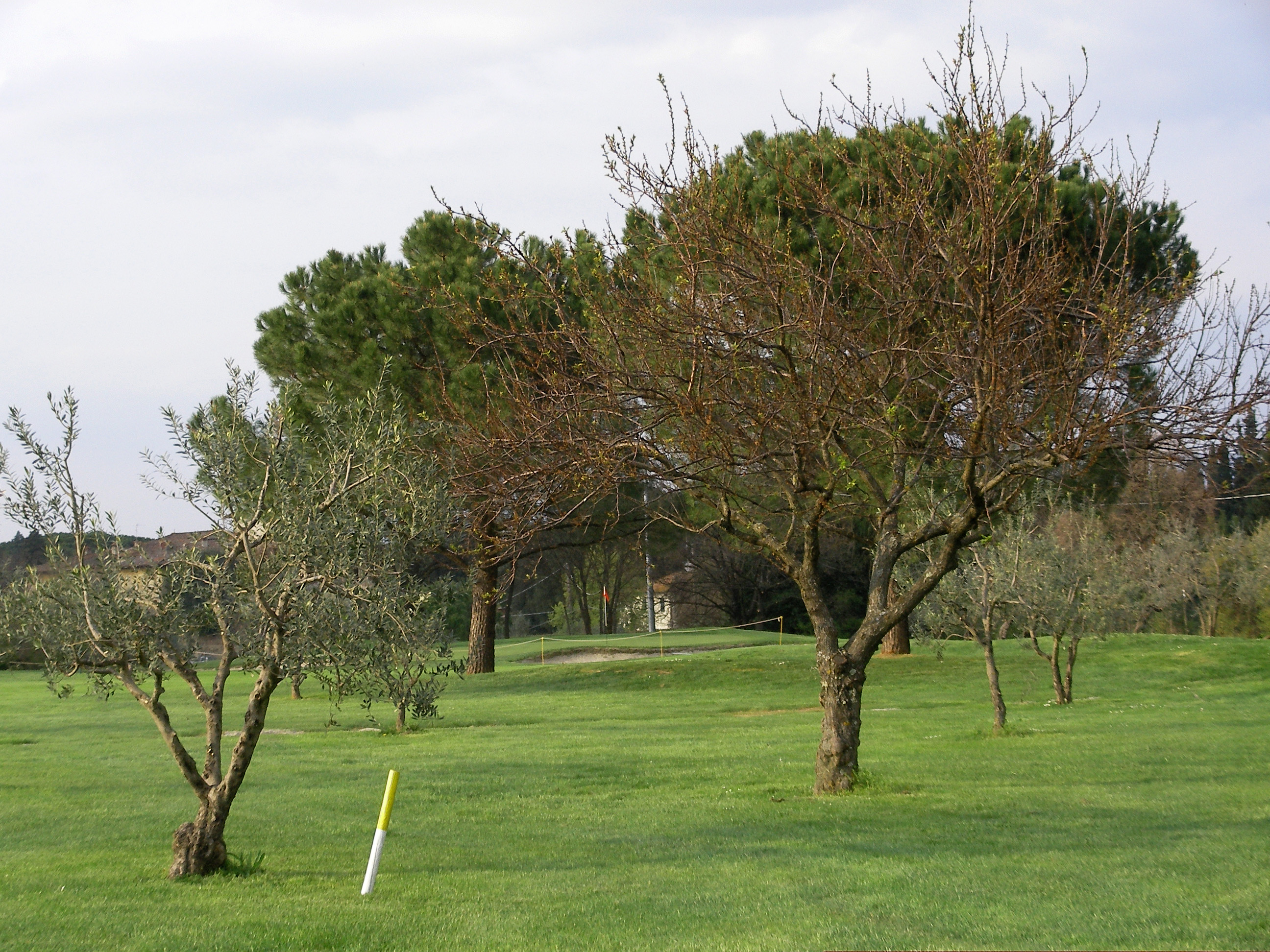
Das gut verteidigte Grün 14, der gelbe Pfahl steht auf 100 Meter.
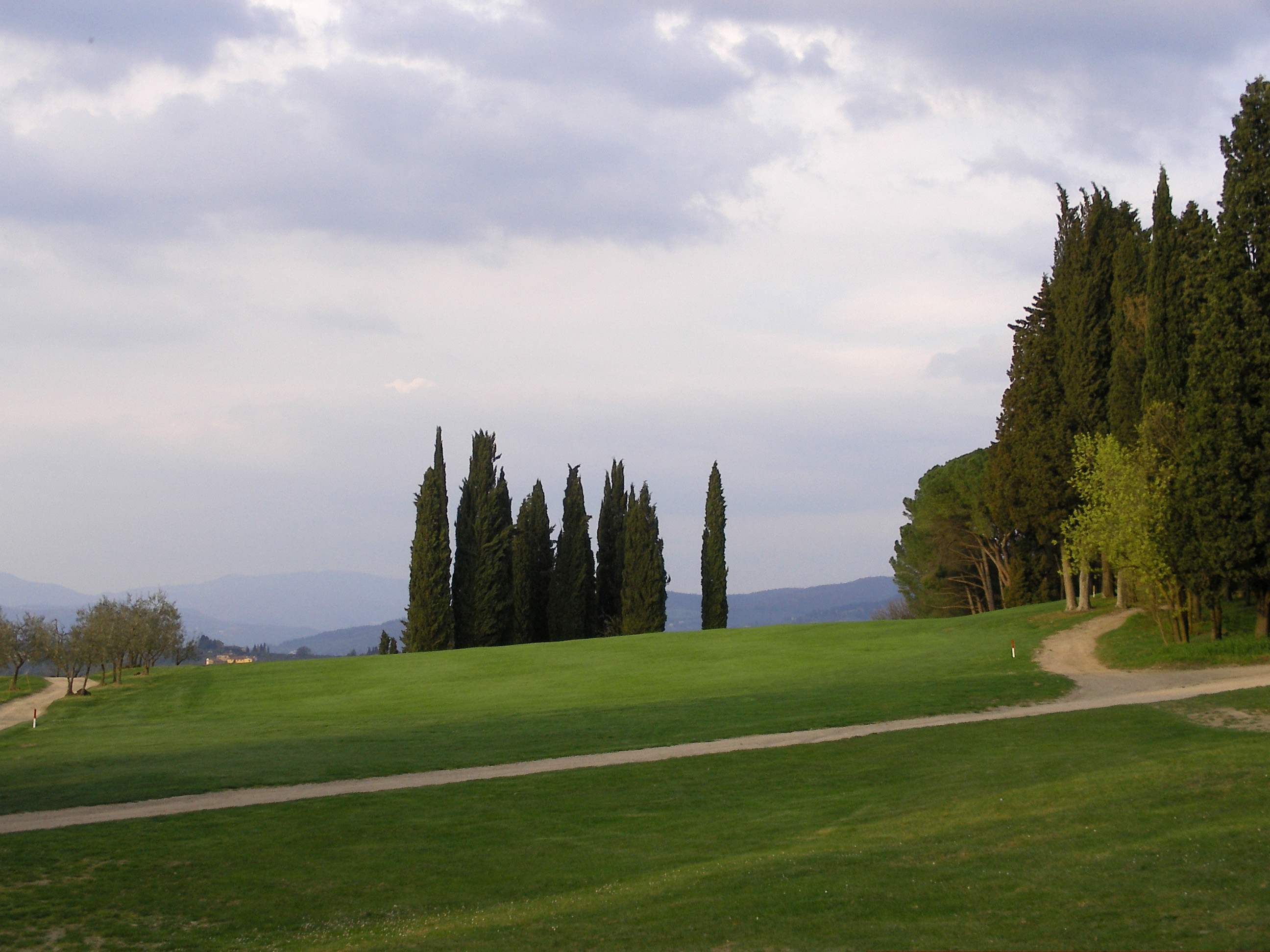
Loch 18 hängt nach links, knickt aber kurz vor den frontalen Zypressen 90° nach rechts und führt durch eine enge Waldschneise bergauf zum Clubhaus.